# 조종자 3
《조종자 3》(영어: Puppet Master III: Toulon's Revenge)는 미국에서 제작된 데이비드 더코토 감독의 1991년 비디오 공포 영화이다. 조종자 영화 프랜차이즈 세 번째 작품이며 《조종자》(1989), 《조종자 2》(1990)의 프리퀄이다. 가이 롤프 등이 출연하였다.
《조종자 4》(1993, Puppet Master 4)와 《조종자 5》(1994)로 이어진다.

## 출연진
- 가이 롤프
- 리처드 린치
- 이언 애버크롬비
- 크리스토퍼 로건
- 에런 아이젠버그
- 발터 고텔
- 세라 더글러스
- 매슈 페이존
- 미셸 바워
- 레니 로즈